# Emily Maglio
Emily Susan Isabel Maglio, född 13 november 1996 är en volleybollspelare (center).
Maglio studerade vid University of Hawai'i och spelade med deras lag Hawaii Rainbow Wahine. Efter avslutade studier har hon spelat för olika lag i Italien och Turkiet.
Hon spelar med Kanadas landslag och har med dem deltagit i nordamerikanska mästerskapet 2019 liksom VM 2018 och 2022.